# 初恋 limited
《初恋 limited》（はつこいリミテッド）是marble的第5張單曲。

## 概要
- 是marble第一次在Lantis發行的唱片。

## 收錄曲
1. 初恋 limited
  - 作詞：micco / 作曲・編曲：菊池達也
  - 動畫《初恋限定。》片尾曲
  - 動畫《限定少女。》片尾曲
  - 埼玉電視台片尾曲（2009年4月）
2. 空に舞う 
  - 作詞：micco / 作曲・編曲：菊池達也
  - 動畫《初恋限定。》第9話片尾曲
3. 初恋 limited（instrumental）
4. 空に舞う（instrumental）

## 相關項目
- Future Stream（sphere）

a